# Sogno d'un valzer
Sogno d'un valzer (titolo originale tedesco Ein Walzertraum) è un'operetta in tre atti di Oscar Straus, su libretto di Felix Dörmann e Leopold Jacobson, rappresentata per la prima volta il 2 marzo 1907 al Carltheater di Vienna. È la più celebre operetta del suo autore e fu uno dei maggiori successi del genere.

## Genesi
Benché gli fosse stato suggerito da Johann Strauss in persona (che aveva assistito ai suoi primi passi di musicista) di comporre operette, Oscar Straus non aveva avuto successo a Vienna con i suoi primi lavori teatrali e sembrava destinato a una carriera di secondo piano.
Pare però che dopo aver assistito nel 1905 al successo della Vedova allegra di Franz Lehár, Straus si sia convinto di poter ottenere anche lui un successo simile. L'occasione gli arrivò con un libretto che Felix Dörmann e Leopold Jacobson avevano tratto dalla novella di Hans Müller-Einigen Nux, der Prinzgemahl [Nux, il principe consorte] inclusa nella raccolta del 1905 Buch der Abenteuer [Libro delle avventure], ispirandosi tuttavia anche alle ragazze di un'orchestra femminile che suonava nel caffè-ristorante Eisvogel al Prater di Vienna. Jacobson incontrò Straus in un caffè del Prater nel 1906 proponendogli il libretto; il compositore e fu colpito e ispirato e vi lavorò per circa un anno.
Sogno d'un valzer andò in scena al Carltheater di Vienna il 2 marzo 1907.

## Trama
In un castello dell'immaginario principato di Flaudenthurn (Flausenbray nella versione italiana) Niki, tenente degli Ussari, sposa senza entusiasmo l'innamorata ma poco sensuale e poco brillante principessa Elena. Lui, viennese, ha in realtà nostalgia di Vienna, dei suoi vini, delle sue ragazze, dei suoi valzer: per la prima notte di nozze chiede camere separate, si allontana dal castello con un amico e va in un ristorantino ad ascoltare un'orchestra femminile di Vienna diretta dalla bella Franzi, viennese purosangue. Niki e Franzi si innamorano a prima vista, ma la principessa Elena sospetta qualcosa, va a conoscere Franzi e si fa svelare da lei i segreti per conquistare un uomo. Elena non tarda a impararli e riconquista il marito, mentre Franzi torna un po' amareggiata alla sua orchestrina, consolandosi tuttavia per aver riportato la felicità coniugale in una giovane coppia in crisi.

## Giudizi e fortuna
Grazie anche allo struggente e insieme brillante valzer che ne è il leitmotiv, "Leise, ganz leise" ["Canta, poi trilla, valzer d'amor" nella versione italiana], Sogno d'un valzer fu un trionfo a Vienna e nelle altre città austriache e tedesche (600 rappresentazioni circa in due anni), pari a quello della Vedova allegra, ma anche a New York (dove registrò sei mesi di repliche), a Parigi (tre mesi di repliche) e poi in tutto il mondo. Nuove versioni leggermente ritoccate andranno in scena a Vienna nel 1945, a Parigi nel 1947 e a Monaco nel 1951.
Come scriverà Bruno Traversetti, Sogno d'un valzer rappresenta uno dei momenti culminanti dell'operetta viennese, ma al tempo stesso vi è già qualcosa di decadente e nostalgico (come già si intuisce dal titolo, dove il valzer è soltanto un "sogno"): «Il valzer, Vienna e la tradizione stessa dell'operetta sembrano riflettere su se stessi come in un circolo chiuso nel quale è istintivo intravedere il guizzo nostalgico ma anche satirico con cui Straus guarda all'esaurirsi della loro storia».

## Brani principali (versione italiana)
Tra i brani più belli dell'operetta (che si compone di 19 numeri musicali):
- l'ouverture, basata su vari temi dell'operetta e soprattutto sul suo valzer più famoso;
- la canzone di Niki "Udii testè con gran piacer" // "Valzer e vino, poi canto e suon";
- il duetto-valzer Niki-Monsci "Là fuor nel silente giardino" // "Canta, poi trilla, valzer d'amor" ("Leise, ganz leise");
- la canzone di Franzi "Noi ragazze vaghe inver" // "Un dolce pizzicor" ("G'stellte Mädeln, resch und fesch");
- il duetto Niki-Franzi "Deh vieni fanciulla diletta" // "Tu sei bella, seducente" ("Komm her, du mein reizendes Mäderl" / "O, du lieber");
- il duetto buffo Franzi-Lotario "Tui, tui, tui, tui, zin, zin, zin!" ["Pikkolo! Pikkolo! Tsin-tsin-tsin!"].

## Adattamenti cinematografici
Da Sogno d'un valzer furono tratti due film muti (che però venivano proiettati, come d'uso all'epoca, con accompagnamento musicale dal vivo): nel 1918 l'ungherese Varázskeingö di Michael Curtiz, futuro regista di classici hollywoodiani quali Casablanca e Bianco Natale; nel 1925 il tedesco Ein Walzertraum di Ludwig Berger.
Poco dopo l'arrivo del sonoro ne fu tratto a Hollywood, ad opera del berlinese Ernst Lubitsch, un film musicale, L'allegro tenente, con Maurice Chevalier, Claudette Colbert e Miriam Hopkins, che tuttavia utilizza soltanto in piccola parte la musica dell'operetta originaria sostituendola con brani più tipicamente hollywoodiani appositamente scritti dallo stesso Straus.
Rispettivamente nel 1959 e nel 1969 furono tratti dall'operetta anche due film televisivi, il tedesco Ein Walzertraum di Kurt Wihelm e l'austriaco Ein Walzertraum di Fred Kraus (con Margit Schramm, Herta Staal e Peter Kraus), entrambi fedeli alla partitura originaria.
Alcuni cortometraggi muti ma con rudimentale sonorizzazione furono tratti anche, come si usava nei primi anni del muto, da singoli brani dell'operetta: prodotti dalla Deutsche Bioscope GmBH di Berlino, si sono conservati e sono visibili ancor oggi